# فرمانده کل نیروهای مسلح بریتانیا
فرمانده کل نیروهای مسلح بریتانیا مقامی بر عهده فرمانروای بریتانیاست، که در حال حاضر چارلز به عنوان پادشاه و رئیس کشور «رئیس نیروهای مسلح» است. بنا بر عرف دیرپا، اقتدار اجرایی دوفاکتو را با اعمال اختیارات ویژه همایونی، بر عهده نخست‌وزیر و وزیر دفاع نهاده و نخست‌وزیر (به پشتیبانی کابینه) تصمیمات کلیدی را برای استفاده از نیروهای مسلح اتخاذ می‌کند. به هرحال، پادشاه، «اقتدار نهایی» نیروهای مسلح باقی می‌ماند و افسران و کارکنان تنها به وفاداری به پادشاه سوگند می‌خورند.